# Marco Koch
Marco Koch (* 25. Januar 1990 in Darmstadt) ist ein ehemaliger deutscher Schwimmer, der sich auf das Brustschwimmen spezialisiert hatte. Koch wurde 2014 Europa- und 2015 Weltmeister über 200 Meter Brust. Am 20. November 2016 schwamm er einen Kurzbahnweltrekord über 200 Meter Brust, den er zwei Jahre hielt.

## Internationale Jugendmeisterschaften
Marco Koch gewann im Alter von 18 Jahren seine erste internationale Medaille bei den Jugendweltmeisterschaften 2008 in Monterrey auf der Langbahn, als er jeweils Vizejuniorenweltmeister über 100 und 200 Meter Brust wurde. Drei Wochen später gewann er einen kompletten Medaillensatz auf den Bruststrecken bei den Jugendeuropameisterschaften in Belgrad: Gold über 200 Meter, Silber über 100 Meter und Bronze über 50 Meter Brust.

## Internationale Kurzbahnmeisterschaften
Bei den Kurzbahneuropameisterschaften 2008 gewann er seine erste Medaille in der offenen Klasse, als er zusammen mit Thomas Rupprath, Johannes Dietrich und Steffen Deibler Silber in der Lagenstaffel gewann. Zwei Jahre später wurde er Europameister bei den Kurzbahneuropameisterschaften 2010 über 200 Meter Brust. Im Dezember 2013 gewann er erstmals eine internationale Medaille in der offenen Klasse über seine Nebenstrecke 100 Meter Brust: Bei den Kurzbahneuropameisterschaften 2013 in Herning wurde er Vizeeuropameister über 100 Meter Brust in neuer deutscher Rekordzeit und belegte über 200 Meter Brust den dritten Platz, ebenfalls ein neuer deutscher Rekord. 2015 wiederholte Koch seinen Sieg von 2010 über 200 Meter Brust und wurde bei den Kurzbahneuropameisterschaften 2015 in Netanja erneut Europameister. Dabei verbesserte er mit 2:00,53 min seinen eigenen deutschen Rekord und blieb nur fünf Hundertstel über dem Weltrekord. Im 100-Meter-Brustfinale wurde Koch zwei Tage später in ebenfalls neuer deutscher Rekordzeit erstmals Europameister über diese Strecke. Nach der Silbermedaille bei den Kurzbahneuropameisterschaften 2017 in Kopenhagen, gewann er 2019 in Glasgow Bronze.
Koch war mehrfach Teilnehmer bei Kurzbahnweltmeisterschaften. Bei den Kurzbahnweltmeisterschaften 2010 wurde er Vierter über 200 Meter Brust und verpasste knapp die Bronzemedaille. Bei den Kurzbahnweltmeisterschaften 2012 in Istanbul wurde er mit nur sechs Zehntel Rückstand hinter dem Drittplatzierten Siebter über 200 Meter Brust. In Doha bei den Kurzbahnweltmeisterschaften 2014 gewann er die Silbermedaille mit nur 42 Hundertstel hinter seinem damaligen Dauerrivalen Dániel Gyurta. Zwei Jahre später wurde er erstmals Weltmeister über seine Nebenstrecke 100 Meter Brust bei den Kurzbahnweltmeisterschaften 2016 in Windsor. Nur einen Tag später holte er sich den Weltmeistertitel auch über seine Paradestrecke 200 Meter Brust. Über 200 m Brust gewann er mit Bronze erneut eine Medaille bei den Kurzbahnweltmeisterschaften 2018 in Hangzhou, China.
Koch nimmt an vielen internationalen Meetings teil. So ist er regelmäßig bei der FINA Weltcup Serie zu Gast. Im Jahre 2011 belegte er dabei nach sieben Einzel-Meetings den dritten Platz in der Endabrechnung. 2014 konnte er nach Teilnahmen in 4 der 7 Stationen Platz 5 in der Endabrechnung belegen.

## Internationale Langbahnmeisterschaften
Auf der Langbahn nahm Koch an einigen Europameisterschaften teil. In Budapest wurde er 2010 Siebter über 200 Meter Brust. Zwei Jahre später gewann er in Debrecen die Silbermedaille auf der gleichen Strecke hinter dem Ungarn Dániel Gyurta. Außerdem verfehlte er nur um sechs Hundertstel die Bronzemedaille über 100 Meter Brust, als er den vierten Platz belegte. Bei den Titelkämpfen 2014 in Berlin wurde er Europameister über 200 Meter Brust mit neuem deutschen Rekord. Zwei Jahre später gewann er in London über diese Strecke die Silbermedaille. Für die Europameisterschaften 2018 konnte er sich nicht qualifizieren.
Erstmals nahm Koch 2009 in Rom an Weltmeisterschaften teil. Hier schied er im Halbfinale mit dem zwölften Platz über 200 Meter Brust aus. Bei den Weltmeisterschaften 2011 wurde er vom DSV nicht berücksichtigt. Zwei Jahre später wurde er Vizeweltmeister in Barcelona über seine Paradestrecke 200 Meter Brust. Er musste sich lediglich seinem ärgsten Konkurrenten Dániel Gyurta geschlagen geben. Bei den Weltmeisterschaften 2015 in Kasan gewann er über 200 Meter in 2:07,76 min die Goldmedaille.

## Olympische Spiele
Koch war Teil des DSV-Kaders bei den 30. Olympischen Sommerspielen in London 2012. Nachdem er sich noch als Elfter für ein Halbfinale qualifiziert hatte, schied er dort als 13. hinter seinem Landsmann Christian vom Lehn aus.
Bei den Olympischen Sommerspielen 2016 in Rio de Janeiro qualifizierte sich Koch im Halbfinale mit einer Zeit von 2:08,12 min als Siebtschnellster für das Finale über 200 Meter Brust. Dort belegte er beim Olympiasieg des Kasachen Dmitri Balandin in einer Zeit von 2:08,00 min den 7. Platz.
Für die Olympischen Sommerspiele 2020 in Tokio qualifizierte er sich im Januar 2020 als erster Beckenschwimmer. Im Juli 2021 ging er dort über 200 Meter Brust an den Start und schied nach einem 7. Platz in seinem Vorlauf in der Zeit von 2:10,18 min aus.
Nachdem er sich nicht für die Olympischen Spiele 2024 qualifizieren konnte, beendete Marco Koch seine Schwimmkarriere.

## Trainer und Vereine
Koch arbeitete bis August 2018 mit Alexander Kreisel (Trainer des Jahres 2014 in Hessen) zusammen und startete bis dahin für den DSW Darmstadt. Anschließend wurde er von Henning Lambertz gecoached, bevor er Ende 2019 zu SG Frankfurt und Trainer Dirk Lange wechselte. Landestrainerin Shila Sheth übernahm weiterhin die Arbeit am Beckenrand.

## Sonstiges
Koch war bekannt für seine außerordentlich gute Gleitfähigkeit in Verbindung mit starken Delphinbeinkicks nach Start und Wende. Bei den Deutschen Kurzbahnmeisterschaften 2012 gewann er über 200 Meter Schmetterling, indem er auf jeder der acht Bahnen mindestens 10 Meter tauchte, was nur die wenigsten Spitzensportler schaffen.
Marco Koch war Student an der SRH FernHochschule Riedlingen.
In der Premierensaison der International Swimming League 2019 ging Koch für die New York Breakers an den Start. Auch 2020 schwamm er für die New York Breakers und gewann in allen vier Playoffs die Rennen über 200 Meter Brust, das schnellste in 2:00,58 min.
Schon zu Ende seiner Schwimmkarriere bestritt Koch Triathlons. Im Juni 2025 startete der 35-Jährige in Frankfurt am Main beim Ironman Germany. Er beendete den Wettbewerb nach 9:48:15 Stunden; auf der Schwimmstrecke war er schnellster Altersklassen-Athlet.

## Deutsche Meisterschaften
Langbahn
- 200 Meter Brust: 2008, 2009, 2010, 2012, 2014, 2015, 2016, 2017, 2018, 2019, 2022
- 100 Meter Brust: 2016

Kurzbahn
- 200 Meter Brust: 2007, 2008, 2009, 2010, 2011, 2012, 2013, 2014, 2015, 2016
- 100 Meter Brust: 2008, 2011, 2012, 2013, 2014, 2015, 2016
- 50 Meter Brust: 2008, 2014, 2016
- 200 Meter Schmetterling: 2012
- 100 Meter Lagen: 2013
- 400 Meter Lagen: 2015
- 4 × 50 Meter Lagen: 2016
- 4 × 50 Meter Lagen Mixed: 2016

## Bestzeiten
Koch hält aktuell fünf deutsche Rekorde in der offenen Klasse, einen Weltmeisterschafts-Event-Rekord, zwei Europameisterschafts-Event-Rekorde und mehrere Altersklassenrekorde. Er hatte vom 28. Juni 2009 bis 30. Juli 2009 den Europarekord auf der Langbahn über 200 Meter Brust mit seiner Zeit von den Deutschen Meisterschaften in Berlin in 2:08,33 min inne.
Seine aktuellen Rekorde:
50-Meter-Bahn
- 200 Meter Brust: 2:07,47 min, 21. August 2014, Berlin (aktueller deutscher Langbahnrekord, aktueller Europameisterschaftsrekord)

25-Meter-Bahn
- 100 Meter Brust: 56,75 s, 17. November 2016, Berlin (aktueller deutscher Kurzbahnrekord)
- 200 Meter Brust: 2:00,53 min, 6. Dezember 2015, Netanja (aktueller Europameisterschaftsrekord)
- 200 Meter Brust: 2:00,44 min, 20. November 2016, Berlin (damals Weltrekord, aktueller deutscher Kurzbahnrekord)
- 400 Meter Lagen: 4:01,87 min, 19. November 2015, Wuppertal (aktueller deutscher Kurzbahnrekord)

Er hält mit der DSV-Staffel, zusammen mit Christian Diener, Marius Kusch und Damian Wierling, den deutschen Kurzbahnrekord über 4 × 100 Meter Lagen in 3:22,17 min, aufgestellt am 16. Dezember 2018 in Hangzhou, China bei den Kurzbahnweltmeisterschaften.

## Auszeichnungen
- 2008: Nachwuchsschwimmer des Jahres 2008[10]
- 2011: Sportplakette des Landes Hessen[11]
- 2013: Sportler des Jahres in Hessen
- 2014: Sportler des Jahres in Hessen
- 2015: Sportler des Jahres in Hessen